# Металлографика
Металлографика — способ нанесения надписи или изображения на металл. Подразумевается только алюминий. Поверхность алюминия анодирована таким образом, что в процессе нанесения краска проникает внутрь металла, что обеспечивает высокую стойкость изображения, в том числе и в агрессивных средах. Поверхность анодированного алюминия, на которую наносится изображение, может быть окрашена «под серебро», «под золото» или в другие цвета (жёлтый, зелёный, синий, красный и т. д.) и иметь различную фактуру: матовую, сатиновую, глянцевую.
Разработан способ металлографики в 1980-х годах для военных нужд.
Органический краситель проникает в верхние пористые слои алюминиевого сплава на глубину 15-25 мкр, а поверх этого красочного изображения наносится прозрачный защитный слой, плотность которого приближена к плотности корунда.
Металлографика позволяет получать долговечные изображения, по качеству превосходящие полиграфические. Разработанные технологии позволяют наносить полноцветные изображения. Технические характеристики металлографической продукции: точность изображения — до 6500 dpi (точек на дюйм), растровые изображения, устойчивость к агрессивным воздействиям — щелочи, солёные туманы, некоторые виды кислот, устойчивость к абразивному истиранию. Температурный диапазон — от −193 до +537 °C. Гарантированный срок эксплуатации изделий согласно результатам лабораторных испытаний — 30 лет.